# Failsworth
Failsworth is een plaats in het bestuurlijke gebied Oldham, in het Engelse graafschap Greater Manchester. De plaats telt 20.555 inwoners.

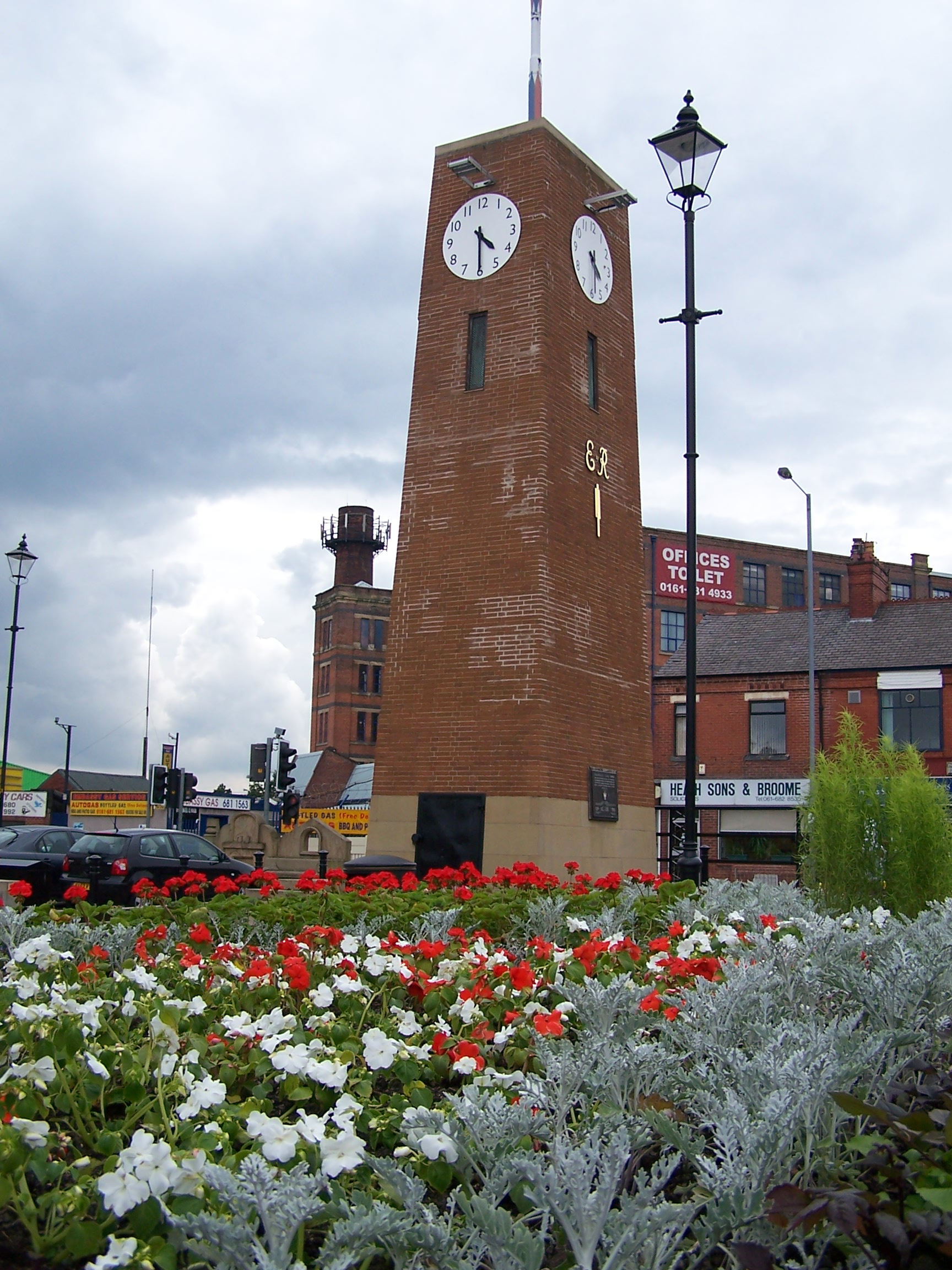
Paal